# Unabhängiges Gremium
Das Unabhängige Gremium war ein beim Bundesgerichtshof (BGH) angesiedeltes dreiköpfiges Organ zur Kontrolle der Ausland-Ausland-Fernmeldeaufklärung des Bundesnachrichtendienstes (BND) auf ihre Rechtmäßigkeit und Notwendigkeit. Mit Ablauf des Jahres 2021 hat das Gremium seine Tätigkeit eingestellt und wurde aufgelöst. Seine Aufgaben übernahm zum Jahresbeginn 2022 der Unabhängige Kontrollrat.

## Aufgaben und Arbeitsweise
Der Bundesnachrichtendienst darf zur Erfüllung seiner Aufgaben vom Inland aus mit technischen Mitteln Informationen einschließlich personenbezogener Daten aus Telekommunikationsnetzen, über die Telekommunikation von Ausländern im Ausland erfolgt (Telekommunikationsnetze), verarbeiten (Ausland-Ausland-Fernmeldeaufklärung). Die Datenerhebung darf nur aus denjenigen Telekommunikationsnetzen erfolgen, die das Bundeskanzleramt zuvor durch Anordnung bestimmt hat. (§ 6 Abs. 1 BNDG) Das Unabhängige Gremium wurde über diese Anordnungen durch das Bundeskanzleramt vor deren Vollzug unterrichtet. Es prüfte die Zulässigkeit und Notwendigkeit der Anordnung.
Wurde eine Anordnung ausnahmsweise ohne vorherige Unterrichtung des Gremiums vollzogen, weil das Ziel der Maßnahme sonst vereitelt oder wesentlich erschwert würde, war die Unterrichtung unverzüglich nachzuholen. Vom Gremium für unzulässig oder nicht notwendig erklärte Anordnungen waren unverzüglich aufzuheben. (§ 9 Abs. 4 BNDG)
Aufklärungsmaßnahmen, die sich gegen Bürger der Europäischen Union, ihrer Institutionen oder der Institutionen ihrer Mitgliedsstaaten richteten, wurden vom Unabhängigen Gremium besonders kontrolliert. Ebenso war das Gremium befugt, die Weitergabe von Aufklärungsergebnissen an ausländische öffentliche Stellen sowie von Erkenntnissen, die den Kernbereich privater Lebensgestaltung betreffen, stichprobenartig zu kontrollieren. (§ 15 Abs. 3 Satz 6 BNDG)
Das Gremium agierte in seiner Amtsführung unabhängig und weisungsfrei (§ 16 Abs. 1 Satz 2 BNDG). Ihm waren die notwendige Personal- und Sachausstattung zur Verfügung zu stellen. Die Geschäftsstelle war beim BGH eingerichtet. (§ 16 Abs. 3 BNDG) Das Unabhängige Gremium tagte mindestens alle drei Monate und gab sich eine Geschäftsordnung. Es entschied mit der Mehrheit der Mitglieder. War ein Mitglied verhindert, wurde er durch den jeweiligen Stellvertreter vertreten. (§ 16 Abs. 4 BNDG) Die Beratungen waren geheim. (§ 16 Abs. 5 BNDG) Das Gremium unterrichtete das Parlamentarische Kontrollgremium im Abstand von höchstens sechs Monaten über seine Tätigkeit. (§ 16 Abs. 6 BNDG)

## Mitglieder
Das Unabhängige Gremium bestand aus einem Vorsitzenden, zwei Beisitzern und drei stellvertretenden Mitgliedern. (§ 16 Abs. 1 Satz 1 BNDG) Der Vorsitzende und ein Beisitzer mussten Richter am Bundesgerichtshofs sein, ein Beisitzer Bundesanwalt beim Bundesgerichtshof. Der gleiche Proporz galt für die drei Stellvertreter.
Die Mitglieder wurden vom Bundeskabinett auf sechs Jahre berufen auf Vorschlag des Präsidenten des Bundesgerichtshofs bzw. des Generalbundesanwalts. (§ 16 Abs. 2 BNDG) Sie waren zur Verschwiegenheit, auch nach ihrem Ausscheiden aus dem Gremium, verpflichtet und mussten sich einer Erweiterten Sicherheitsüberprüfung mit Sicherheitsermittlungen unterziehen. (§ 16 Abs. 5 BNDG)
Dem Organ gehörten seit ihrer Berufung am 6. März 2017 als Vorsitzende die damalige Richterin am Bundesgerichtshof Gabriele Cirener (1. Strafsenat) an, außerdem der Richter am Bundesgerichtshof Claus Zeng (2. Strafsenat) sowie der Bundesanwalt beim Bundesgerichtshof Lothar Mau. Ihre Stellvertreter waren die Richter am Bundesgerichtshof Harald Reiter (3. Zivilsenat) und Burkhard Feilcke (4. Strafsenat) sowie der Bundesanwalt beim Bundesgerichtshof Johann Schmid. Nach dem Ausscheiden von Gabriele Cirener zum 28. August 2019 wurde der Richter am Bundesgerichtshof Josef Hoch neuer Vorsitzender.

## Geschichte
Das Unabhängige Gremium entstand durch das Artikelgesetz zur Auslands-Fernmeldeaufklärung des Bundesnachrichtendienstes, welches unter anderem das BND-Gesetz änderte. Das Artikelgesetz wurde am 23. Dezember 2016 ausgefertigt, am 30. Dezember 2016 im Bundesgesetzblatt verkündet und trat am Folgetag in Kraft. Das Unabhängige Gremium wurde im Anschluss an die Diskussion um globale Spionageaktivitäten der NSA gegründet.
Laut Medienberichten stellte das Unabhängige Gremium in seinem ersten Bericht keine groben Verfehlungen des BND fest. Allerdings kritisierten die Mitglieder einen zurückhaltenden Umgang der Behörde mit Informationen. In seinem zweiten Bericht erkannte das Gremium Fortschritte an: So wurden versehentlich abgefangene höchstpersönliche Daten wie Krankheiten oder Eheprobleme zügig gelöscht.
Zum 1. Januar 2022 übernahm der Unabhängige Kontrollrat die Aufgaben des Unabhängigen Gremiums.